# Die Mäßigkeit

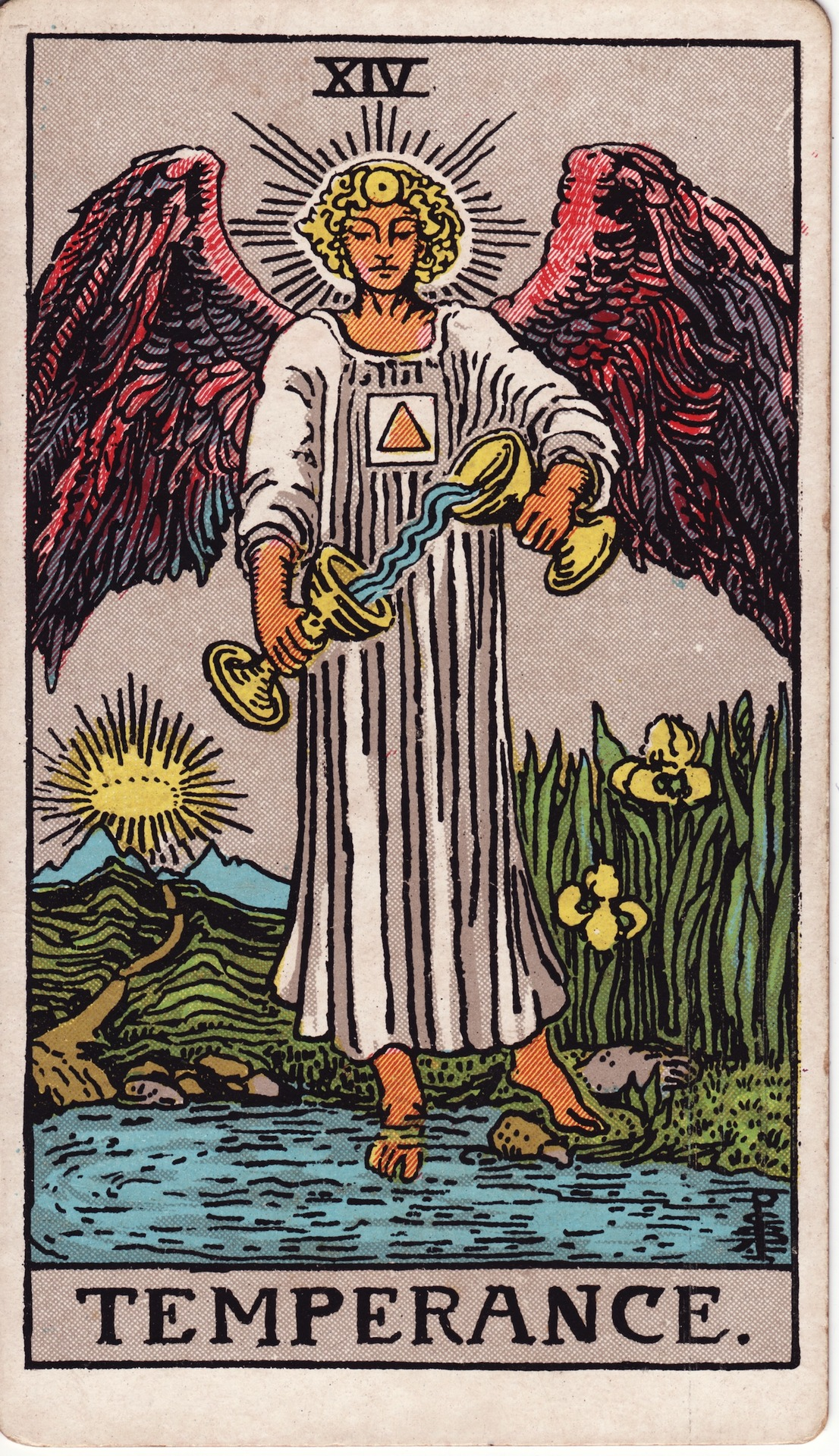
Die Mäßigkeit

Die Mäßigkeit ist eine der auch große Arkana genannten Trumpfkarten des Tarot.

## Darstellung
Ein Engel steht mit einem Fuß auf der Erde und hält den anderen in ein Gewässer. Er gießt eine Flüssigkeit von einem Kelch in einen anderen.

## Deutung
Die Karte symbolisiert den Fluss von Geschehnissen, gemäßigten Energiehaushalt, Geduld, Gleichklang der Energien und Ausgewogenheit.
Im weiteren Sinne bedeutet die Karte eine Einbindung von Elementen in eine Gesamtheit oder die Synthese von Gegensätzen.

## Entsprechungen
- das Tierkreiszeichen Schütze
- der hebräische Buchstabe ס (Samech)

## Geschichte
Sie wurde in älteren italienischen Decks auch mit VI oder VII nummeriert. Im Crowley-Tarot und in dessen Derivaten heißt die Karte Kunst.